# ザ・ティッシュ〜とまらない青春〜
『ザ・ティッシュ〜とまらない青春〜』（ザ・ティッシュ〜とまらないせいしゅん〜）は、私立恵比寿中学の4枚目のインディーズシングルである。2011年4月27日にスタデジ（STARDUST DIGITAL）から発売された。

## チャート成績
- オリコンデイリー17位を記録[3]。
- オリコンCDシングル週間ランキングで73位を記録[4]。
- CDTVで93位を記録[5]。

## 収録曲
（私立恵比寿中学：瑞季、宮崎れいな、真山りか、杏野なつ、安本彩花、廣田あいか、星名美怜、小池梨緒、鈴木裕乃、松野莉奈、柏木ひなた）
1. ザ・ティッシュ〜とまらない青春〜
作詞・作曲・編曲：前山田健一
Chorus：真山りか・廣田あいか・柏木ひなた
2. エビ中一週間
作詞・作曲・編曲：前山田健一
Chorus：廣田あいか・柏木ひなた・前山田健一
元々はももいろクローバーに提供するために制作された楽曲であったが、諸事情で不採用になり本シングルのリリースに際し私立恵比寿中学の楽曲として採用された[6]。
3. ザ・ティッシュ〜とまらない青春〜（karaoke）
4. エビ中一週間（karaoke）